# Саррот, Натали
Натали Саррот (фр. Nathalie Sarraute; при рождении Наталья Ильинична Черняк; 5 (18) июля 1900, Иваново-Вознесенск, Российская империя — 19 октября 1999, Париж, Франция) — французская писательница, критик и драматург, родоначальница «антиромана» (или «нового романа»), адвокат.

## Биография
Натали Саррот — урождённая Наталья Ильинична Черняк — родилась в 1900 году в Иваново-Вознесенске, в образованной еврейской семье. Её мать, Полина Шатуновская (во втором браке Борецкая-Бергфельд), была литератором; отец, Илья Евсеевич Черняк (1869—1949) — инженером-химиком, выпускником Женевского университета. Мать публиковалась под псевдонимом «Н. Вихровский», автор романа «Время» (Берлин: Парабола, 1932), повести «Их жизнь». Отец в 1900 году основал около Соковского моста в Иваново-Вознесенске мануфактуру, в которой занимался промышленным производством красителей.
В 1902 году родители развелись. Мать вторично вышла замуж за историка и публициста Николая Петровича Борецкого-Бергфельда (1880, Тифлис — ?), автора книг «История Венгрии в Средние века и Новое время» (СПб: Брокгауз-Ефрон, 1908), «История Румынии» (СПб: Брокгауз-Ефрон, 1909 и 1910), «Колониальная история западно-европейских континентальных стран» (СПб: Брокгауз-Ефрон, 1912 и 1914), и переехала в Париж, а в 1906 году в Санкт-Петербург. Наталья некоторое время жила в новой семье матери, а в феврале 1909 года (в восьмилетнем возрасте) переехала к отцу в Париж (где он жил с 1907 года со своей второй женой Верой и вскоре вновь наладил производство красителей в Ванве). Мать с отчимом также покинули Россию и перебрались в Будапешт.
В Париже Саррот окончила лицей Фенелона, высшее образование получала в Сорбонне. В 1925 году окончила юридический факультет в Парижском университете и была принята в коллегию адвокатов, где и проработала до 1940 года.
В 1925 году Натали выходит замуж за адвоката Раймонда Саррота. У них родились три дочери — Анна, Клод и Доминик. В начале сороковых годов Саррот серьёзно начала заниматься литературой — в 1932 году была написана её первая книга «Тропизмы» — серия коротких эскизов и воспоминаний. Роман впервые был опубликован только в 1939 году, и Вторая мировая война не поспособствовала его популярности. В 1941 году под действием нацистского закона Натали Саррот была отстранена от должности адвоката, так как никогда не скрывала своего еврейского происхождения. Натали пришлось развестись с мужем, чтобы защитить его от действия нацистского закона. Развод никак не повлиял на их отношения — они оставались вместе до конца жизни.
Натали Саррот умерла, когда ей исполнилось 99 лет — осенью 1999 года в Париже.

## Творчество
Признание писательница получила только после публикации её романов «Портрет неизвестного», «Мартеро», «Планетарий» и «Между жизнью и смертью». Все творчество Саррот построено на описании психических реакций. Её романы акцентируют внимание на подсознательных всплесках эмоций, душевных порывах, тончайших оттенках человеческих чувств.

### Стиль
Стиль Натали Саррот уникален. Её произведения было невозможно подделать, так же как и заимствовать элементы её произведений так, чтобы они остались неузнанными. Французские критики назвали творчество Саррот «литературной константой века». Её произведения невозможно классифицировать или подогнать под какие-либо рамки, они не поддаются четкому структурированию.
По первым произведениям Натали Саррот относили к «новому роману», считая это направление наиболее полно отражающим суть творчества автора. Позже её творчество отнесли к классике французской литературы XX века, её даже номинировали на Нобелевскую премию, лишь в самый последний момент решив отдать премию другому автору.

## Семья
Дочери:
- Клаудия Саррот (Claude Sarraute, 1927—2023), литератор, в 1948—1955 годах первая жена американского историка Стэнли Абрама Карноу (Stanley Karnow, 1925—2013); вторым браком (с 1967 года) замужем за литератором Жаном-Франсуа Ревелем.[6]
- Анна Саррот (Anne Sarraute, 1930—2008), литератор, ответственный секретарь журнала «La Quinzaine littéraire».
- Доминик Саррот (Dominique Sarraute), фотограф.

## Произведения
- «Тропизмы» («Tropismes», 1939, рус. перевод 2000)
- «Портрет неизвестного» («Portrait d’un inconnu», 1948)
- «Эра подозрения» («L’Ere du soupçon», 1956, рус. перевод 2000) — сборник критических эссе
- «Мартеро» («Martereau», 1953)
- «Планетарий» («Le Planetarium», 1959)
- «Золотые плоды» («Les Fruits d’or», 1963)
- «Между жизнью и смертью» («Entre la vie et la mort», 1968)
- «Вы слышите их?» («Vous les entendez?», 1972, рус. перевод 1983)
- «Говорят глупцы» («Disent les imbéciles», 1976)
- «Театр» («Théâtre», 1978) — сборник сценариев
- «Дар речи» («L’Usage de la parole», 1980) — сборник эссе
- «Детство» («Enfance», 1983, рус. перевод 1986)
- «Ты себя не любишь» («Tu ne t’aimes pas», 1989)
- «Здесь» («Ici», 1995, рус. перевод 1999)
- «Откройте» («Ouvrez», 1997, рус. перевод 1999)